# (3493) Stepanov
(3493) Stepanov est un astéroïde de la ceinture principale.

## Description
(3493) Stepanov est un astéroïde de la ceinture principale. Il fut découvert le 3 avril 1976 à Naoutchnyï par Nikolaï Tchernykh. Il présente une orbite caractérisée par un demi-grand axe de 2,20 UA, une excentricité de 0,09 et une inclinaison de 6,0° par rapport à l'écliptique.

## Compléments